# Cres (ville)
Pour les articles homonymes, voir Cres (homonymie).
Cres (API : [tsrɛs], en italien, Cherso) est une ville de Croatie et une municipalité située sur l'île de Cres dans la Baie de Kvarner, dans le Comitat de Primorje-Gorski Kotar, en Croatie. Au recensement de 2001, la municipalité comptait 2 959 habitants, dont 84,89 % de Croates et 4,02 % d'Italiens, et la ville seule comptait 2 333 habitants.

## Histoire
La ville de Cres a connu un peuplement illyrien puis la colonisation grecque avec la cité d'Apsoris. Son nom provient de Chersos (signifiant « promontoire » en grec). La romanisation qui, à partir de l'illyrien, a créé la langue dalmate (éteinte au XIXe siècle) puis la slavisation avec l'arrivée des Croates au VIe siècle n'ont pas empêché Cres de se trouver sous souveraineté byzantine, puis vénitienne pendant près de huit siècles (1020-1797), française de 1809 à 1815, austro-hongroise de 1815 à 1918, italienne de 1918 à 1945, et enfin yougoslave de 1945 à 1991. La ville a donc connu toutes les phases de l'histoire croate : son patrimoine et ses environs témoignent de ce riche croisement d'influences.

## Localités
La municipalité de Cres compte 26 localités : 
| - Beli - Cres - Dragozetići - Filozići - Grmov - Ivanje - Loznati - Lubenice - Mali Podol - Martinšćica - Merag - Miholašćica - Orlec | - Pernat - Porozina - Predošćica - Stanić - Stivan - Sveti Petar - Valun - Važminec - Vidovići - Vodice - Vrana - Zbičina - Zbišina |